# Plainfield (Indiana)
Plainfield é uma cidade  localizada no estado americano de Indiana, no Condado de Hendricks.

## Demografia
Segundo o censo americano de 2000, a sua população era de 18.396 habitantes.
Em 2006, foi estimada uma população de 24.734, um aumento de 6338 (34.5%).

## Geografia
De acordo com o United States Census Bureau tem uma área de
46,7 km², dos quais 46,6 km² cobertos por terra e 0,1 km² cobertos por água. Plainfield localiza-se a aproximadamente 256 m acima do nível do mar.

## Localidades na vizinhança
O diagrama seguinte representa as localidades num raio de 16 km ao redor de Plainfield.